# Šćitarjevo
Šćitarjevo – wieś w Chorwacji, w żupanii zagrzebskiej, w mieście Velika Gorica. W 2011 roku liczyła 442 mieszkańców.